# Segunda División 'B' de México 1986-87
La Temporada 1986-87 de la Segunda División 'B' de México fue la quinta edición de la historia de esta competencia. Se jugó entre los meses de agosto de 1986 y mayo de 1987. El conjunto del Deportivo Sindicato Único de Obreros Organizados (S.U.O.O.) se proclamó campeón tras vencer a los Cachorros de Neza en una serie que necesitó de un tercer partido para el desempate.
Para la nueva temporada se incorporaron diversos equipos por distintas razones: debido al descenso deportivo desde la Segunda División entraron en la competencia los clubes de Córdoba y San Mateo Atenco; deportivamente ascendieron desde la Tercera Categoría los conjuntos de Alteños y Celaya; mientras que por motivos administrativos aparecieron los equipos de San Miguel sustituyendo al Poza Rica que había desaparecido tras descender desde la Segunda, el Teziutlán surgió tras la venta de Limoneros de Martínez de la Torre. Finalmente la liga quedó con 19 conjuntos debido a que Texcoco se incorporó a la división superior tras adquirir la franquicia de Atlacomulco.

## Formato de competencia
Los diecinueve equipos se dividen en tres grupos de cinco clubes y uno de cuatro, los conjuntos se dividen en dos llaves, una de diez y otra con nueve clubes que jugarán entre ellos en cuatro ocasiones a lo largo de 36 o 32 jornadas, dos en cada campo. Al finalizar la temporada regular los dos mejores clubes de cada grupo pasan a la fase de liguilla en donde se enfrentarán en dos agrupaciones de ocho cuadros para determinar los dos clubes que disputarán la gran final por el campeonato, ascenderá el ganador de esa serie eliminatoria. Los dos equipos con el peor puntaje descenderán a la Tercera División mientras que el lugar número 17 deberá jugar una eliminatoria de descenso contra el tercer lugar de la categoría inferior, el ganador tendrá un lugar en la siguiente temporada de la Segunda B.
El reglamento de puntuaciones varía de acuerdo a algunas condiciones dadas en el partido, es decir: concede dos puntos si hay una victoria por un gol de diferencia; tres si se ganan con más de dos anotaciones de ventaja; y uno si se da un empate entre ambos clubes.

## Equipos participantes

### Equipos por Entidad Federativa
| Entidad Federativa | N.º | Equipos                                         |
| ------------------ | --- | ----------------------------------------------- |
| Veracruz           | 3   | Átomos de Minatitlán, Córdoba y Halcones Marina |
| Jalisco            | 3   | Alteños, Bachilleres e Industrial Tepatitlán    |
| Estado de México   | 3   | Cachorros Neza, San Mateo Atenco y SUOO         |
| Guanajuato         | 2   | Celaya y San Miguel de Allende                  |
| Michoacán          | 2   | Uruapan y Zamora                                |
| Morelos            | 2   | Cuautla y Galicia                               |
| Coahuila           | 1   | Panteras Torreón                                |
| Guerrero           | 1   | Iguala FC                                       |
| Puebla             | 1   | Teziutlán                                       |
| Tlaxcala           | 1   | Lobos de Tlaxcala                               |

### Información sobre los equipos participantes
| Equipo                | Ciudad                                  | Estadio                        |
| --------------------- | --------------------------------------- | ------------------------------ |
| Alteños               | Tepatitlán, Jalisco                     | Tepa Gómez                     |
| Átomos                | Minatitlán, Veracruz                    | Campo Nanahuatzin              |
| Bachilleres           | Guadalajara, Jalisco                    | Tecnológico UdeG               |
| Cachorros Neza        | Ciudad Nezahualcóyotl, Estado de México | Metropolitano de Neza          |
| Celaya                | Celaya, Guanajuato                      | Miguel Alemán                  |
| Córdoba               | Córdoba, Veracruz                       | Rafael Murillo Vidal           |
| Cuautla               | Cuautla, Morelos                        | Isidro Gil Tapia               |
| Galicia de Cuernavaca | Cuernavaca, Morelos                     | Centenario                     |
| Halcones de Marina    | Alvarado, Veracruz                      | Unidad Deportiva Paso Nacional |
| Iguala                | Iguala, Guerrero                        | General Ambrosio Figueroa      |
| Industrial Tepatitlán | Tepatitlán, Jalisco                     | Tepa Gómez                     |
| Lobos Tlaxcala        | Tlaxcala, Tlaxcala                      | Tlahuicole                     |
| Panteras              | Torreón, Coahuila                       | Corona                         |
| San Mateo Atenco      | San Mateo Atenco, Estado de México      | San Mateo Atenco               |
| San Miguel de Allende | San Miguel de Allende, Guanajuato       | Capi Correa                    |
| S.U.O.O.              | Cuautitlán, Estado de México            | Los Pinos                      |
| Teziutlán             | Teziutlán, Puebla                       | Municipal de Teziutlán         |
| Uruapan               | Uruapan, Michoacán                      | Hermanos López Rayón           |
| Zamora                | Zamora, Michoacán                       | El Chamizal                    |

## Grupos

### Grupo 1
| Pos. | Equipo                    | Pts. | PJ | G  | E  | P  | GF | GC | Dif. | Clasificación               |
| ---- | ------------------------- | ---- | -- | -- | -- | -- | -- | -- | ---- | --------------------------- |
| 1    | Uruapan                   | 55   | 36 | 18 | 8  | 10 | 60 | 43 | +17  | Cuadrangular de la liguilla |
| 2    | San Mateo Atenco          | 43   | 36 | 12 | 8  | 16 | 55 | 51 | +4   | Cuadrangular de la liguilla |
| 3    | Celaya                    | 41   | 36 | 12 | 10 | 14 | 43 | 46 | −3   |                             |
| 4    | Industrial de Tepatitlán  | 30   | 36 | 9  | 7  | 20 | 35 | 64 | −29  |                             |
| 5    | San Miguel de Allende (D) | 15   | 36 | 3  | 9  | 24 | 31 | 92 | −61  | Descenso de categoría       |

 Fuente: RSSSF

### Grupo 2
| Pos. | Equipo              | Pts. | PJ | G  | E  | P  | GF | GC | Dif. | Clasificación               |
| ---- | ------------------- | ---- | -- | -- | -- | -- | -- | -- | ---- | --------------------------- |
| 1    | Bachilleres         | 69   | 36 | 24 | 5  | 7  | 69 | 37 | +32  | Cuadrangular de la liguilla |
| 2    | SUOO (C, A)         | 65   | 36 | 22 | 6  | 8  | 63 | 24 | +39  | Cuadrangular de la liguilla |
| 3    | Panteras de Torreón | 52   | 36 | 16 | 7  | 13 | 66 | 49 | +17  |                             |
| 4    | Zamora              | 47   | 36 | 14 | 8  | 14 | 53 | 45 | +8   |                             |
| 5    | Alteños             | 39   | 36 | 10 | 12 | 14 | 46 | 70 | −24  |                             |

 Fuente: RSSSF

### Grupo 3
| Pos. | Equipo             | Pts. | PJ | G  | E  | P  | GF | GC | Dif. | Clasificación               |
| ---- | ------------------ | ---- | -- | -- | -- | -- | -- | -- | ---- | --------------------------- |
| 1    | Teziutlán          | 51   | 32 | 16 | 8  | 8  | 51 | 38 | +13  | Cuadrangular de la liguilla |
| 2    | Iguala             | 49   | 32 | 15 | 7  | 10 | 39 | 30 | +9   | Cuadrangular de la liguilla |
| 3    | Córdoba            | 44   | 32 | 11 | 12 | 9  | 48 | 33 | +15  |                             |
| 4    | Cuautla            | 41   | 32 | 13 | 7  | 12 | 41 | 47 | −6   |                             |
| 5    | Halcones de Marina | 23   | 32 | 6  | 8  | 18 | 36 | 53 | −17  | Promoción de descenso       |

 Fuente: RSSSF

### Grupo 4
| Pos. | Equipo                | Pts. | PJ | G  | E  | P  | GF | GC | Dif. | Clasificación               |
| ---- | --------------------- | ---- | -- | -- | -- | -- | -- | -- | ---- | --------------------------- |
| 1    | Cachorros Neza        | 50   | 32 | 13 | 11 | 8  | 53 | 37 | +16  | Cuadrangular de la liguilla |
| 2    | Átomos de Minatitlán  | 44   | 32 | 13 | 11 | 8  | 37 | 32 | +5   | Cuadrangular de la liguilla |
| 3    | Galicia               | 43   | 32 | 14 | 5  | 13 | 48 | 50 | −2   |                             |
| 4    | Lobos de Tlaxcala (D) | 18   | 32 | 5  | 7  | 20 | 26 | 59 | −33  | Descenso de categoría       |

 Fuente: RSSSF

## Tabla general
| Pos. | Equipo                    | Pts. | PJ | G  | E  | P  | GF | GC | Dif. | Clasificación               |
| ---- | ------------------------- | ---- | -- | -- | -- | -- | -- | -- | ---- | --------------------------- |
| 1    | Bachilleres               | 69   | 36 | 24 | 5  | 7  | 69 | 37 | +32  | Cuadrangular de la liguilla |
| 2    | SUOO (C, A)               | 65   | 36 | 22 | 6  | 8  | 63 | 24 | +39  | Cuadrangular de la liguilla |
| 3    | Uruapan                   | 55   | 36 | 18 | 8  | 10 | 60 | 43 | +17  | Cuadrangular de la liguilla |
| 4    | Panteras de Torreón       | 52   | 36 | 16 | 7  | 13 | 66 | 49 | +17  |                             |
| 5    | Teziutlán                 | 51   | 32 | 16 | 8  | 8  | 51 | 38 | +13  | Cuadrangular de la liguilla |
| 6    | Cachorros Neza            | 50   | 32 | 13 | 11 | 8  | 53 | 37 | +16  | Cuadrangular de la liguilla |
| 7    | Iguala                    | 49   | 32 | 15 | 7  | 10 | 39 | 30 | +9   | Cuadrangular de la liguilla |
| 8    | Zamora                    | 47   | 36 | 14 | 8  | 14 | 53 | 45 | +8   |                             |
| 9    | Córdoba                   | 44   | 32 | 11 | 12 | 9  | 48 | 33 | +15  |                             |
| 10   | Átomos de Minatitlán      | 44   | 32 | 13 | 11 | 8  | 37 | 32 | +5   | Cuadrangular de la liguilla |
| 11   | San Mateo Atenco          | 43   | 36 | 12 | 8  | 16 | 55 | 51 | +4   | Cuadrangular de la liguilla |
| 12   | Galicia                   | 43   | 32 | 14 | 5  | 13 | 48 | 50 | −2   |                             |
| 13   | Celaya                    | 41   | 36 | 12 | 10 | 14 | 43 | 46 | −3   |                             |
| 14   | Cuautla                   | 41   | 32 | 13 | 7  | 12 | 41 | 47 | −6   |                             |
| 15   | Alteños                   | 39   | 36 | 10 | 12 | 14 | 46 | 70 | −24  |                             |
| 16   | Industrial de Tepatitlán  | 30   | 36 | 9  | 7  | 20 | 35 | 64 | −29  |                             |
| 17   | Halcones de Marina        | 23   | 32 | 6  | 8  | 18 | 36 | 53 | −17  | Promoción de descenso       |
| 18   | Lobos de Tlaxcala (D)     | 18   | 32 | 5  | 7  | 20 | 26 | 59 | −33  | Descenso de categoría       |
| 19   | San Miguel de Allende (D) | 15   | 36 | 3  | 9  | 24 | 31 | 92 | −61  | Descenso de categoría       |

 Fuente: RSSSF

## Resultados

### Llave Occidente
| Local \ Visitante     | ALT | BAC | CEL | IND | PAN | SAM | SMA | SUO | UPN | ZAM |
| --------------------- | --- | --- | --- | --- | --- | --- | --- | --- | --- | --- |
| Alteños               | —   | 1–1 | 0–0 | 2–2 | 1–4 | 2–2 | 3–1 | 1–2 | 1–1 | 0–0 |
| Bachilleres           | 2–0 | —   | 2–1 | 3–1 | 1–0 | 1–0 | 5–1 | 1–0 | 1–2 | 3–2 |
| Celaya                | 1–4 | 1–0 | —   | 2–1 | 1–1 | 3–0 | 1–1 | 0–1 | 0–3 | 1–0 |
| Industrial Tepatitlán | 0–0 | 0–0 | 2–0 | —   | 0–1 | 0–1 | 1–0 | 0–2 | 1–1 | 1–0 |
| Panteras              | 1–0 | 0–4 | 1–1 | 3–1 | —   | 6–0 | 7–1 | 1–3 | 2–0 | 4–2 |
| San Mateo Atenco      | 1–3 | 1–4 | 2–0 | 6–0 | 4–1 | —   | 1–1 | 2–0 | 2–2 | 1–1 |
| San Miguel Allende    | 1–2 | 3–3 | 1–1 | 2–1 | 0–0 | 1–1 | —   | 1–0 | 1–2 | 0–1 |
| SUOO                  | 0–0 | 4–0 | 1–1 | 5–0 | 4–0 | 1–0 | 3–0 | —   | 1–0 | 0–0 |
| Uruapan               | 3–0 | 1–1 | 0–1 | 2–1 | 1–0 | 2–1 | 5–2 | 0–0 | —   | 1–0 |
| Zamora                | 6–1 | 1–2 | 0–1 | 5–0 | 1–0 | 2–1 | 2–0 | 2–0 | 2–2 | —   |

| Local \ Visitante     | ALT | BAC | CEL | IND | PAN | SAM | SMA | SUO | UPN | ZAM |
| --------------------- | --- | --- | --- | --- | --- | --- | --- | --- | --- | --- |
| Alteños               | —   | 0–1 | 0–5 | 2–1 | 1–1 | 2–2 | 2–0 | 2–1 | 1–0 | 1–1 |
| Bachilleres           | 2–1 | —   | 1–0 | 1–1 | 3–1 | 3–1 | 3–2 | 0–1 | 3–1 | 3–0 |
| Celaya                | 4–1 | 1–3 | —   | 3–4 | 4–2 | 1–1 | 2–1 | 1–0 | 1–1 | 1–3 |
| Industrial Tepatitlán | 2–3 | 0–3 | 0–1 | —   | 3–1 | 2–0 | 2–0 | 1–0 | 2–3 | 1–0 |
| Panteras              | 4–1 | 2–0 | 1–0 | 2–1 | —   | 2–0 | 7–0 | 0–0 | 3–1 | 1–1 |
| San Mateo Atenco      | 0–1 | 4–0 | 3–0 | 4–0 | 0–0 | —   | 4–2 | 0–1 | 2–1 | 4–1 |
| San Miguel Allende    | 3–3 | 0–3 | 0–0 | 1–1 | 2–4 | 1–0 | —   | 0–6 | 0–2 | 1–2 |
| SUOO                  | 7–2 | 0–3 | 1–0 | 3–1 | 1–0 | 2–1 | 6–0 | —   | 3–2 | 2–1 |
| Uruapan               | 6–2 | 1–2 | 2–1 | 1–0 | 3–2 | 2–0 | 3–1 | 0–0 | —   | 0–1 |
| Zamora                | 2–0 | 2–1 | 2–2 | 1–1 | 3–1 | 0–3 | 3–0 | 1–2 | 2–3 | —   |

### Llave Oriente
| Local \ Visitante | ATO | CNZ | COR | CUA | GAL | HAL | IGU | LBT | TEZ |
| ----------------- | --- | --- | --- | --- | --- | --- | --- | --- | --- |
| Átomos            | —   | 2–0 | 2–1 | 2–0 | 1–0 | 2–0 | 2–2 | 2–0 | 1–1 |
| Cachorros Neza    | 0–0 | —   | 2–2 | 4–2 | 1–1 | 1–1 | 0–0 | 2–0 | 2–0 |
| Córdoba           | 1–0 | 6–1 | —   | 1–1 | 0–0 | 2–0 | 2–0 | 4–0 | 3–1 |
| Cuautla           | 2–2 | 0–1 | 1–0 | —   | 3–0 | 1–0 | 0–0 | 4–1 | 1–2 |
| Galicia           | 3–1 | 0–2 | 1–0 | 0–1 | —   | 4–2 | 2–1 | 2–0 | 1–0 |
| Halcones Marina   | 1–2 | 1–2 | 1–1 | 1–2 | 1–2 | —   | 0–2 | 3–1 | 2–3 |
| Iguala            | 1–1 | 1–0 | 0–0 | 1–0 | 3–1 | 2–0 | —   | 3–0 | 2–0 |
| Lobos Tlaxcala    | 1–0 | 0–2 | 0–1 | 0–0 | 2–3 | 0–0 | 1–0 | —   | 1–4 |
| Teziutlán         | 3–0 | 2–0 | 1–0 | 3–1 | 2–0 | 3–2 | 3–0 | 1–0 | —   |

| Local \ Visitante | ATO | CNZ | COR | CUA | GAL | HAL | IGU | LBT | TEZ |
| ----------------- | --- | --- | --- | --- | --- | --- | --- | --- | --- |
| Átomos            | —   | 2–2 | 1–0 | 3–0 | 1–0 | 2–1 | 2–0 | 0–0 | 2–1 |
| Cachorros Neza    | 2–0 | —   | 6–0 | 1–2 | 6–2 | 2–2 | 4–0 | 1–1 | 3–3 |
| Córdoba           | 0–0 | 2–0 | —   | 3–0 | 7–2 | 1–1 | 0–1 | 6–1 | 1–1 |
| Cuautla           | 1–1 | 1–0 | 1–1 | —   | 2–1 | 3–1 | 0–2 | 2–1 | 3–1 |
| Galicia           | 0–0 | 1–1 | 4–1 | 1–2 | —   | 3–2 | 1–2 | 4–1 | 1–1 |
| Halcones Marina   | 3–1 | 1–0 | 2–2 | 3–1 | 1–2 | —   | 2–1 | 1–0 | 0–0 |
| Iguala            | 1–0 | 0–0 | 2–0 | 4–1 | 0–2 | 3–0 | —   | 1–1 | 2–3 |
| Lobos Tlaxcala    | 4–1 | 2–3 | 0–0 | 2–2 | 3–2 | 1–0 | 0–1 | —   | 2–3 |
| Teziutlán         | 1–1 | 0–2 | 0–0 | 4–1 | 0–2 | 1–1 | 2–1 | 1–0 | —   |

## Liguilla por el campeonato

### Grupo A
| Pos. | Equipo               | Pts. | PJ | G | E | P | GF | GC | Dif. | Clasificación     |
| ---- | -------------------- | ---- | -- | - | - | - | -- | -- | ---- | ----------------- |
| 1    | SUOO (C, A)          | 11   | 6  | 4 | 1 | 1 | 8  | 5  | +3   | Acceso a la final |
| 2    | Átomos de Minatitlán | 9    | 6  | 3 | 1 | 2 | 7  | 5  | +2   |                   |
| 3    | Teziutlán            | 6    | 6  | 2 | 1 | 3 | 5  | 8  | −3   |                   |
| 4    | Uruapan              | 4    | 6  | 1 | 1 | 4 | 5  | 7  | −2   |                   |

 Fuente: RSSSF

#### Resultados
| Local \ Visitante | ATO | SUO | TEZ | UPN |
| ----------------- | --- | --- | --- | --- |
| Átomos            | —   | 2–2 | 3–0 | 1–0 |
| SUOO              | 2–0 | —   | 1–0 | 2–1 |
| Teziutlán         | 1–0 | 2–0 | —   | 1–1 |
| Uruapan           | 0–1 | 0–1 | 3–1 | —   |

### Grupo B
| Pos. | Equipo           | Pts. | PJ | G | E | P | GF | GC | Dif. | Clasificación     |
| ---- | ---------------- | ---- | -- | - | - | - | -- | -- | ---- | ----------------- |
| 1    | Cachorros Neza   | 11   | 6  | 4 | 0 | 2 | 11 | 4  | +7   | Acceso a la final |
| 2    | Bachilleres      | 10   | 6  | 4 | 0 | 2 | 6  | 3  | +3   |                   |
| 3    | Iguala           | 6    | 6  | 2 | 0 | 4 | 8  | 13 | −5   |                   |
| 4    | San Mateo Atenco | 4    | 6  | 2 | 0 | 4 | 3  | 8  | −5   |                   |

 Fuente: RSSSF

#### Resultados
| Local \ Visitante | BAC | CNZ | IGU | SAM |
| ----------------- | --- | --- | --- | --- |
| Bachilleres       | —   | 1–0 | 3–1 | 1–0 |
| Cachorros Neza    | 1–0 | —   | 4–1 | 2–0 |
| Iguala            | 0–1 | 1–4 | —   | 2–0 |
| San Mateo Atenco  | 1–0 | 1–0 | 1–3 | —   |

### Final
La serie final del torneo enfrentó al Deportivo Sindicato Único de Obreros Organizados (S.U.O.O.)  contra los Cachorros Neza.
| 10 de mayo de 1987 | Cachorros Neza | 2-1 | S.U.O.O. | Estadio Neza 86, Ciudad Nezahualcoyótl |  |

| 17 de mayo de 1987                               | S.U.O.O. | 2-1 | Cachorros Neza | Estadio Los Pinos, Cuautitlán |  |
| Empate global 3-3. Se juega partido de desempate |          |     |                |                               |  |

| 20 de mayo de 1987                                                               | S.U.O.O. | 2-1 | Cachorros Neza | Estadio Azulgrana, Ciudad de México |  |
| Deportivo Sindicato Único de Obreros Organizados campeón de la Temporada 1986-87 |          |     |                |                                     |  |

|                               |
| S.U.O.O. Campeón 1.er título. |